# Gasparstrædet
Gasparstrædet løber mellem øerne Belitung og Bangka i Indonesien. Det forbinder Javahavet med det Sydkinesiske Hav. Strædet har navn efter den spanske søkaptajn fra Manila som passerede gennem det i 1724.
2°52′S 107°4′Ø / 2.867°S 107.067°Ø